# Nowy Podleś
Nowy Podleś (dodatkowa nazwa w j. kaszub. Nowi Pòdles) – wieś kaszubska w Polsce na Pojezierzu Kaszubskim położona w województwie pomorskim, w powiecie i gminie Kościerzyna w pobliżu Wierzycy. Siedziba sołectwa o powierzchni 186,32 ha.
W latach 1975–1998 miejscowość administracyjnie należała do województwa gdańskiego.
We wsi znajduje się kaplica z 1947 r. Przez Nowy Podleś prowadzi trasa magistrali węglowej (Maksymilianowo-Kościerzyna-Gdynia). Na zachód od miejscowości znajduje się rezerwat ptasi Czapliniec w Wierzysku.

## Nazwy źródłowe miejscowości
Nowe Podlesie, niem. Neu Podless